# Gustave Achille Laviarde
Gustave Achille Laviarde (Reims, 7 de noviembre de 1841-París, 6 de marzo de 1902) fue un ciudadano francés pretendiente al trono de La Araucanía y la Patagonia bajo el  nombre y título "Achille 1er, rey de Araucanía", después de la muerte de Antoine de Tounens en 1878.

## Biografía
Hijo de Bertrand Xavier Laviarde (1808-1867) y de Marie Anne Rosalie Colmart (1812-1888), Achille Laviarde pasó su infancia en su hogar de calle de Barbâtre 33. En Reims, Achille estudió en el liceo hasta 1859. De los 18 a los 23 años, viajó por Francia, Italia, Suiza, Alemania, Bélgica, Inglaterra y Argelia. Su padre muere en 1867 mientras Achille estaba al servicio del bey de Túnez. 
De vuelta a Europa, el duque de Acquaviva le encarga una misión en San Marino, vuelve a Reims, y se ocupa allí de la política a favor del candidato bonapartista Édouard Werlé, alcalde de Reims. Conocido por apoyar a los comités bonapartistas, el 15 de enero de 1873 asiste oficialmente a las exequias de Napoleón III.

## Pretendiente al trono de Araucania y Patagonia

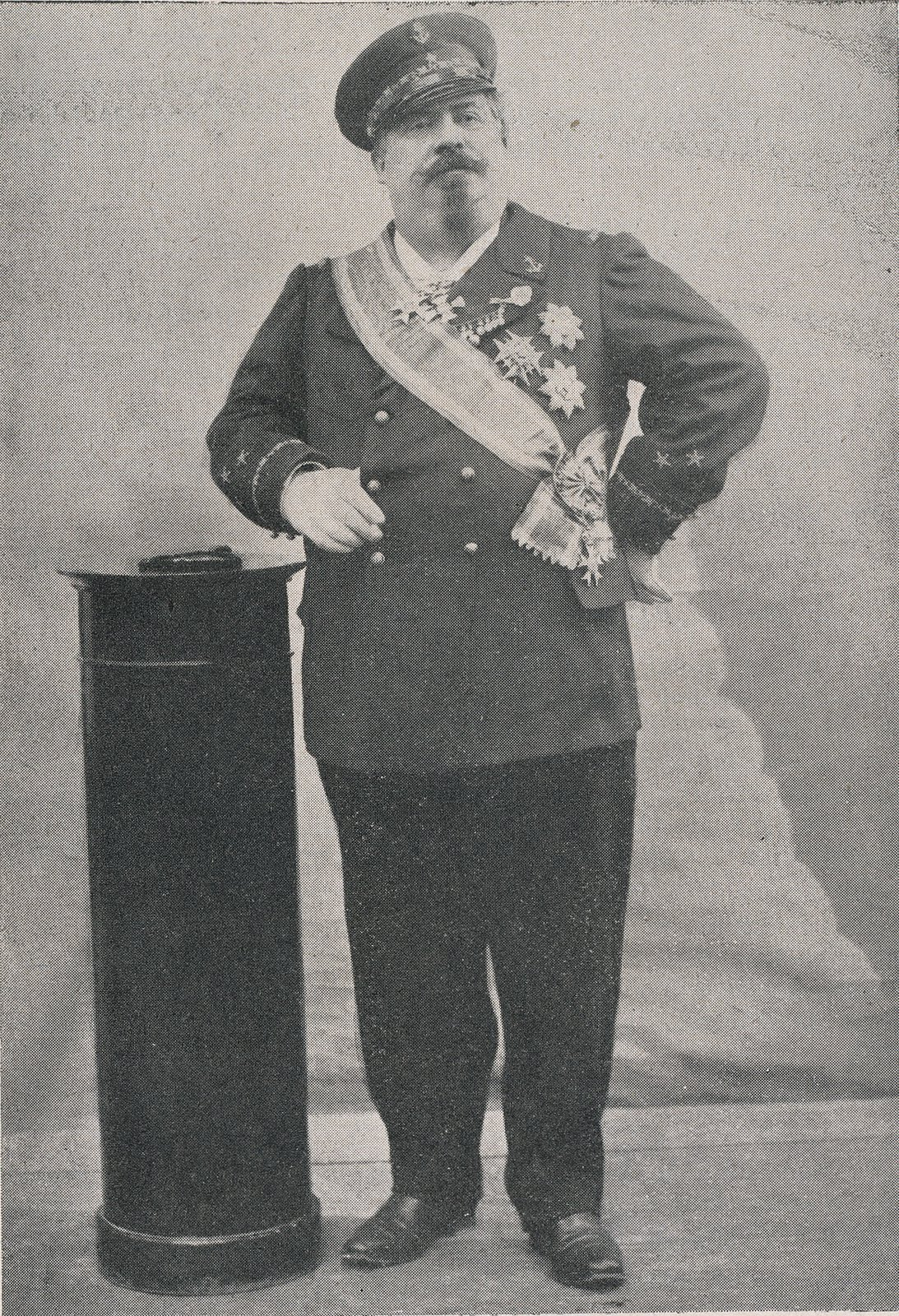
Achille Laviarde

El 28 de agosto de 1873, el tribunal de París dictaminó que Antoine de Tounens, conocido como "rey de Araucania y Patagonia" no justificó su condición de soberano.
Antoine de Tounens no tuvo hijos, pero desde su muerte en 1878, ciudadanos franceses sin ninguna relación familiar con él se declaran pretendientes al trono de la Araucanía y la Patagonia sin que quede claro que los indígenas mapuches aceptan o están informados.
En 1882, tres años y medio después de la muerte de Antoine de Tounens, Achille Laviarde declaró que Antoine de Tounens lo había nombrado heredero del trono de Araucania por  un testamento. Achille Laviarde  se declaró rey de Araucania bajo el nombre de Aquiles I.
Los pretendientes al trono de Araucania y la Patagonia son designados como soberanos de la fantasía, "teniendo solo pretensiones imaginarias de un reino sin existencia legal y sin reconocimiento internacional".